# Hymenophyllum hemipteron
Hymenophyllum hemipteron är en hinnbräkenväxtart som beskrevs av Eduard Rosenstock. Hymenophyllum hemipteron ingår i släktet Hymenophyllum och familjen Hymenophyllaceae. Inga underarter finns listade.